# Ramp van Walfergem
De ramp van Walfergem was een verkeersramp op 25 april 1966 in Walfergem (gemeente Asse). Het drama is een van de grootste verkeersrampen in de geschiedenis van België.

## Gebeurtenis
Kort na de middag van 25 april 1966 vond aan de drukke Brusselsesteenweg in Walfergem een groot ongeluk plaats. Een bakkerijwagen van De Man uit Zellik reed tegen 100 km/u in op een klasje en hun lerares die buiten voor het schoolgebouw over het verkeer leerden. Tien kinderen van het klasje verloren het leven. De lerares en vier andere kinderen waren er zwaar aan toe, maar herstelden van hun ernstige verwondingen. De man achter het stuur had gedronken; hij had 2,25 promille alcohol in z’n bloed. De verontwaardigde en kwade menigte, die zich snel had gevormd aan het schoolgebouw, had aanvankelijk de intentie om de man te lynchen, maar de dader werd al snel opgepakt door de politie en weggevoerd. Om voor de overige kinderen die nog op school waren geen argwaan te wekken, werden alle bloedsporen uitgewist en de slachtoffers naar het ziekenhuis gebracht.
Koning Boudewijn en koningin Fabiola toonden zich zwaar geschokt door dit verkeersdrama in Asse en waren spoedig ter plekke om het stoffelijk overschot van de tien slachtoffers te groeten en de nabestaanden een hart onder de riem te steken. Overal ter wereld haalde deze gebeurtenis de hoofdpagina’s.
Het weekend daarop werden de lichamen onder grote belangstelling van meer dan 10.000 bezoekers naar hun laatste rustplaats gebracht op het kerkhof van Walfergem.

## Gevolg
- Het zware ongeval gaf ook meteen aanleiding tot het invoeren van de alcoholtest.[6]
- Verkeerslichten die al lang werden aangevraagd aan de school, kwamen er aanvankelijk niet. Na het ongeval werden die meteen geplaatst.